# Valérie Mangin
Pour les articles homonymes, voir Mangin.
Valérie Mangin est une scénariste de bande dessinée  française, née le 14 août 1973 à Nancy.

## Biographie

### Jeunesse et formations
C'est en Lorraine que Valérie Mangin suit une scolarité normale qui l'emmène jusqu'à un baccalauréat scientifique. Elle ne néglige cependant pas les lettres puisqu'elle remporte, en 1990, un prix en version latine au Concours général. Elle est admise, en 1991 à Paris en classes préparatoires au lycée Henri-IV.
En 1994, Valérie Mangin entre à l'École des chartes. Elle y soutient une thèse d'histoire des institutions de l'époque moderne : De la Grande Chancellerie au ministère de la Justice (1774-1792). Celle-ci lui donne le titre d'archiviste-paléographe et lui ouvre les portes de la fonction publique. Parallèlement, elle suit un cursus d'histoire et un autre d'histoire de l'art à la Sorbonne.
Mais au fur et à mesure de ce cursus, elle réalise qu'elle préférerait se lancer dans la bande dessinée.

### Carrière
Lectrice de bandes dessinées pendant ses études, Valérie Mangin rencontre Denis Bajram, lors d'une séance de dédicace de la série Cryozone dans une librairie.
Ils se marient fin août 1999 et travaillent dès lors ensemble dans leur atelier rue Saint-Julien-le-Pauvre, au pied de Notre-Dame de Paris. Denis Bajram lui propose d'écrire les dialogues du premier tome des Mémoires mortes paru en 1999 aux Humanoïdes Associés. Elle réalise ensuite entièrement le scénario du deuxième album, toujours basé sur un synopsis de Denis Bajram.
En 2000, elle réalise également  le scénario d'une nouvelle série de science-fiction chez Soleil : Le Fléau des dieux dont le premier des six tomes est sorti en janvier 2001. Avec cette série, elle entame une série qui est nommée depuis 2004 les Chroniques de l'Antiquité galactique et qui comprend Le Dernier Troyen, La Guerre des dieux et Imperator.
Valérie Mangin crée en 2006, avec Denis Bajram les éditions Quadrant Solaire ; elle en est directrice de collection jusqu'en 2008. À partir de 2013, elle s'associe à Griffo pour la série Abymes.
Après plusieurs années à Paris, puis Bruxelles, elle s'installe à Bayeux en Normandie.

## Publications

### One shot
- Mortemer, Soleil Productions, Hanté, 2008
Scénario : Valérie Mangin - Dessin : Mario Alberti - Couleurs : Mario Alberti
- Trois Christs, Quadrants, Astrolabe, 2010
Scénario : Valérie Mangin - Dessin : Denis Bajram et Fabrice Neaud - Couleurs : Denis Bajram
- Jeanne d'Arc, Dupuis, 2011
Scénario : Valérie Mangin - Dessin : Jeanne Puchol - Couleurs : Elvire De Cock
- Moi, Jeanne d'Arc, Des ronds dans l'O, 2012
Scénario : Valérie Mangin - Dessin : Jeanne Puchol
- Participation à : Marie Moinard et collectif, En chemin elle rencontre... : Les artistes se mobilisent pour l'égalité femme-homme - 3[10], Vincennes/Paris, Des ronds dans l'O / Amnesty International, février 2013, 84 p. (ISBN 978-2-917237-46-5)
- Inhumain, Dupuis « Aire libre »,  (ISBN 979-10-34733-02-6), 2020
Scénario : Denis Bajram et Valérie Mangin - Dessin et couleurs : Thibaud De Rochebrune

• Erreur système, avec Jenolab ,CASTERMAN, 2022, 96 p.  (ISBN 9782203166462)
• Les futures de Liu Cixin: Pour que respire le désert, DELCOURT, 2022, 66 p.  (ISBN 9782302092761)

### Adaptation en jeu
Modèle:Bibliographie jeux de société